# Becske
Becske es un pueblo ubicado en el condado de Nógrád, Hungría.

## Superficie
Posee una superficie de 15,66 kilómetros cuadrados.

## Demografía
Hasta 2021 la población era de 548 habitantes, con una densidad de población de 34,99 habitantes por kilómetro cuadrado.